# Оксифемид
Оксифемид или Окситемид (др.-греч. Ὀξύθεμις) — древнегреческий аристократ, приближённый Деметрия Полиоркета.
Оксифемид был сыном Гиппострата из столицы Фессалии Лариссы. Оксифемид, предположительно, происходил из знатного рода Алевадов и был племянником одного из ближайших соратников Антигона Одноглазого Медия.
Афиней со ссылкой на Демохара при описании почестей, которые афиняне оказывали приближённым Деметрия писал: «и всё прочее было до крайности постыдно и унизительно: святилища Афродиты Ламии и Леэны, алтари, возлияния, почитание как героев его льстьцов Буриха, Адиманта и Окситемида. Даже пеаны пелись в честь каждого из них, так что сам Деметрий изумлялся происходящему и говорил, что при нем не осталось ни одного афинянина, великого и сильного духом». На основании данного фрагмента историки делают вывод, что Оксифемид был одним из наиболее влиятельных приближённых Деметрия, так как именно степень близости к Деметрию, а не личные заслуги, определяла почести со стороны афинян. В 303/302 году до н. э. афиняне даже преподнесли Оксифемиду золотую диадему и даровали гражданство за службу городу от имени Антигонидов.
В 301 году до н. э. Оксифемид не бросил своего покровителя после поражения в битве при Ипсе, о чём свидетельствуют те функции, которые он выполнял при Деметрии. В 289 году до н. э. Деметрий отправил Оксифемида вместе с сыном сиракузского царя Агафокла, также Агафоклом, на Сицилию, официально чтобы получить залог союза, а в действительности для шпионажа и упрочения на Сицилии македонского влияния. Однако вскоре после прибытия Оксифемида на Сицилию царь Сиракуз умер. Согласно Диодору Сицилийскому, именно Оксифемид положил тело царя Агафокла на погребальный костёр.
Афиней со ссылкой на Гераклида Лемба писал, что «отец Деметрия» Антигон казнил Оксифемида за соучастие во многих преступлениях Деметрия, в том числе и за то, что он колесовал служанок некой гетеры Демо. Р. Биллоуз подчёркивал, что в античном тексте явная ошибка. Речь могла идти не об отце Деметрия Антигоне Одноглазом, а о сыне Антигоне II Гонате. Также, по мнению историка, данный текст свидетельствует, что Оксифемид пережил своего покровителя Деметрия Полиоркета, который умер в 283 году до н. э..